# Lavandaia
Il torrente Lavandaia è un piccolo corso d'acqua che si snoda nel territorio del Parco regionale di Montevecchia e della Valle di Curone per una lunghezza complessiva di 9 chilometri. Le sue sorgenti sono site nel comune di Sirtori (LC), mentre il torrente sfocia da destra nella Molgorella, nel comune di Lomagna, sempre in provincia di Lecco. I comuni attraversati sono Sirtori, Viganò, Missaglia, Casatenovo e Lomagna.